# Мутуа Мадрид Оупън 2014
Мутуа Мадрид Оупън 2014 е турнир, провеждащ се в испанската столица Мадрид от 3 до 11 май 2014 г. Това е 13-ото издание от ATP Тур и 6-ото от WTA Тур. Турнирът е част от сериите Мастърс на ATP Световен Тур 2014 и категория „Задължителни висши“ на WTA Тур 2014.

## Сингъл мъже
- Рафаел Надал побеждава  Кей Нишикори с резултат 2–6, 6–4, 3–0 (отказване).

## Сингъл жени
- Мария Шарапова побеждава  Симона Халеп с резултат 1–6, 6–2, 6–3.

## Двойки мъже
- Даниел Нестор /  Ненад Зимонич побеждават  Боб Брайън /  Майк Брайън с резултат 6–4, 6–2.

## Двойки жени
- Сара Ерани /  Роберта Винчи побеждават  Гарбине Мугуруса /  Карла Суарес Наваро с резултат 6–4, 6–3.